# Lípa republiky (Petřiny)
Lípa republiky na Petřinách je významný strom, který roste v Praze 6 na sídlišti Petřiny u zastávky MHD Větrník, na křižovatce ulic Na Petřinách, Ankarská a Na Větrníku.

## Popis
Lípa roste na zatravněné ploše v parku. Obvod kmene má 124 cm, výška není uvedena (r. 2015). V databázi významných stromů Prahy je zapsaná od roku 2013. U lípy je umístěn pamětní kámen s nápisem. „28.X 1918 – 1968“.

## Historie
Lípa svobody byla vysazena 28. října 1968 na památku 50. let od vzniku Československé republiky spolkem protifašistických bojovníků.